# Vaasa

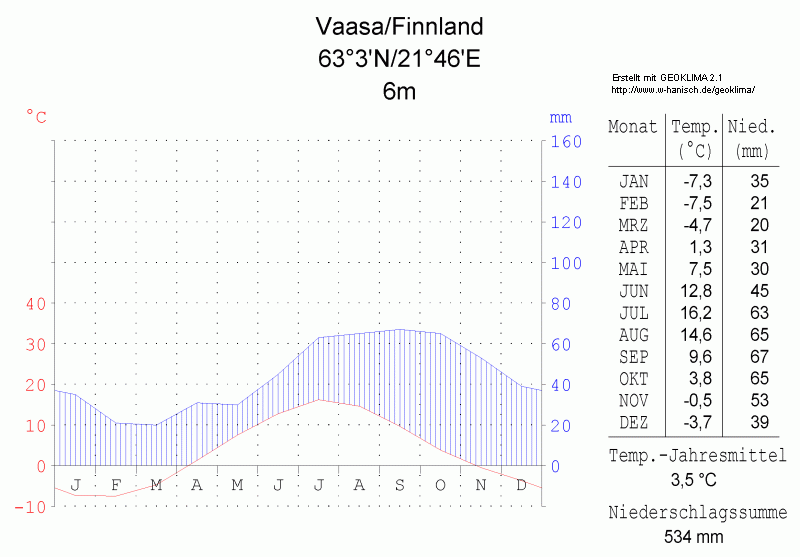
Klimadiagramm von Vaasa

Vaasa (finnisch [ˈvɑːsɑ]) oder Vasa (schwedisch [ˈvɑːsɑ], von 1855 bis 1917 offiziell schwedisch Nikolaistad) ist eine westfinnische Hafenstadt am Bottnischen Meerbusen. Es ist eine Universitätsstadt und eines der finnlandschwedischen kulturellen Zentren Finnlands.

## Geschichte
Die Stadt wurde 1606 vom schwedischen König Karl IX. Wasa unter dem schwedischen Namen Vasa gegründet und erlebte im 18. Jahrhundert einen beispiellosen Aufschwung. Sie wurde nicht nur Sitz des Hofgerichts, sondern erhielt auch als erste finnische Stadt eine öffentliche Bibliothek. Im Jahre 1852 jedoch wurde Vaasa, wie viele andere finnische Städte zu jener Zeit, von einem Großbrand heimgesucht. Zu den wenigen verschonten Gebäuden gehörte das Hofgericht aus den Jahren 1780 bis 1787, das 1863 zur Kirche umgebaut wurde.
Die Neugründung erfolgte sieben Kilometer westlich, da die alte Stadt seit 1606 durch Landhebung vom Meer abgeschnitten worden war. Bereits vor dem Bau der Eisenbahn 1883 gewann der neue Hafen stark an Bedeutung.
Während des finnischen Bürgerkriegs 1918 war Vaasa Stützpunkt der Weißen Brigaden unter General Mannerheim. Bis zur Wiedereroberung Helsinkis diente Vaasa für zehn Wochen als Sitz des Exilsenats und damit als faktische Hauptstadt. Im Winterkrieg und im Fortsetzungskrieg erfolgten verschiedene sowjetische Luftangriffe auf die Stadt, die insgesamt 22 Todesopfer unter der Zivilbevölkerung forderten, außerdem wurden 2,1 % der Wohnungen zerstört und 2,2 % schwer beschädigt.

## Wappen
Beschreibung: In Rot eine goldene Wasa-Garbe. Auf dem Schild ruht eine goldene Krone auf gold-silbernen Akanthusblättern. Der Finnische Orden des Freiheitskreuzes hängt um den Schild.

## Sprache
Vaasa ist eine offiziell zweisprachige Stadt, in der 71 Prozent der Bevölkerung finnischsprachig und 25 Prozent schwedischsprachig sind.

## Universitäten
Vaasa hat drei Universitäten. Die größte ist die Universität Vaasa mit etwa 5200 Studenten. Außerdem befindet sich in Vaasa eine Zweigstelle der Åbo Akademi sowie einer der beiden Standorte der Handelshochschule Hanken.

## Industrie
Die Wärtsilä Corporation (finnisch: Oy Wärtsilä), ein Hersteller von Schiffs-Dieselmotoren, Schiffs-Propellern und Kraftwerken, betreibt ein Werk in Vaasa.

## Verkehr
In Vaasa beginnt die Fährlinie nach Umeå, die die kürzeste Schiffsverbindung zwischen Finnland und Schweden darstellt. Der Flughafen Vaasa befindet sich 9 Kilometer südöstlich des Stadtzentrums.

## Sport
In Vaasa sind die beiden Fußballvereine Vaasan PS (VPS) und Vasa IFK beheimatet. Beide tragen ihre Heimspiele im Elisa Stadion mit 6009 Plätzen aus. Zuletzt wurde es von 2015 bis 2016 ausgebaut. Das Stadion war Spielort der U-19-Fußball-Europameisterschaft 2018. Die IFK gewann 1944, 1946 und 1953 die finnische Fußballmeisterschaft, VPS in den Jahren 1945 und 1948. Die Eishockeyabteilung von Vaasan Sport spielt in der Liiga, der höchsten Spielklasse Finnlands.

## Sehenswürdigkeiten

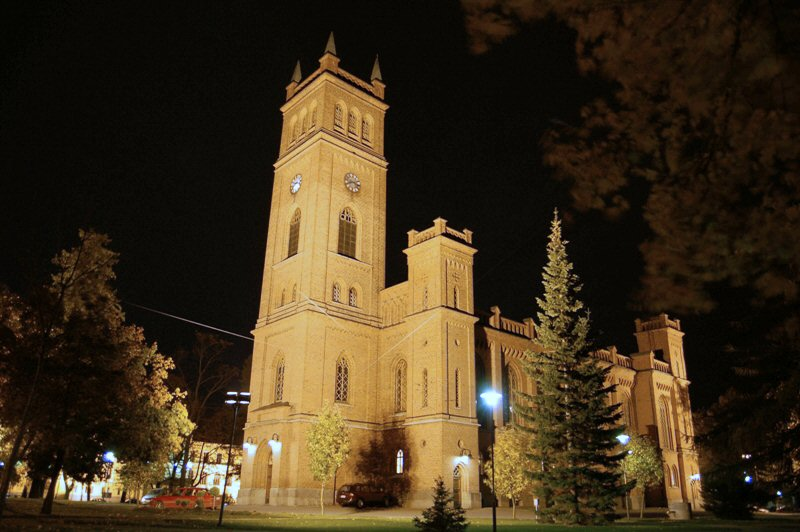
Lutherische Kirche
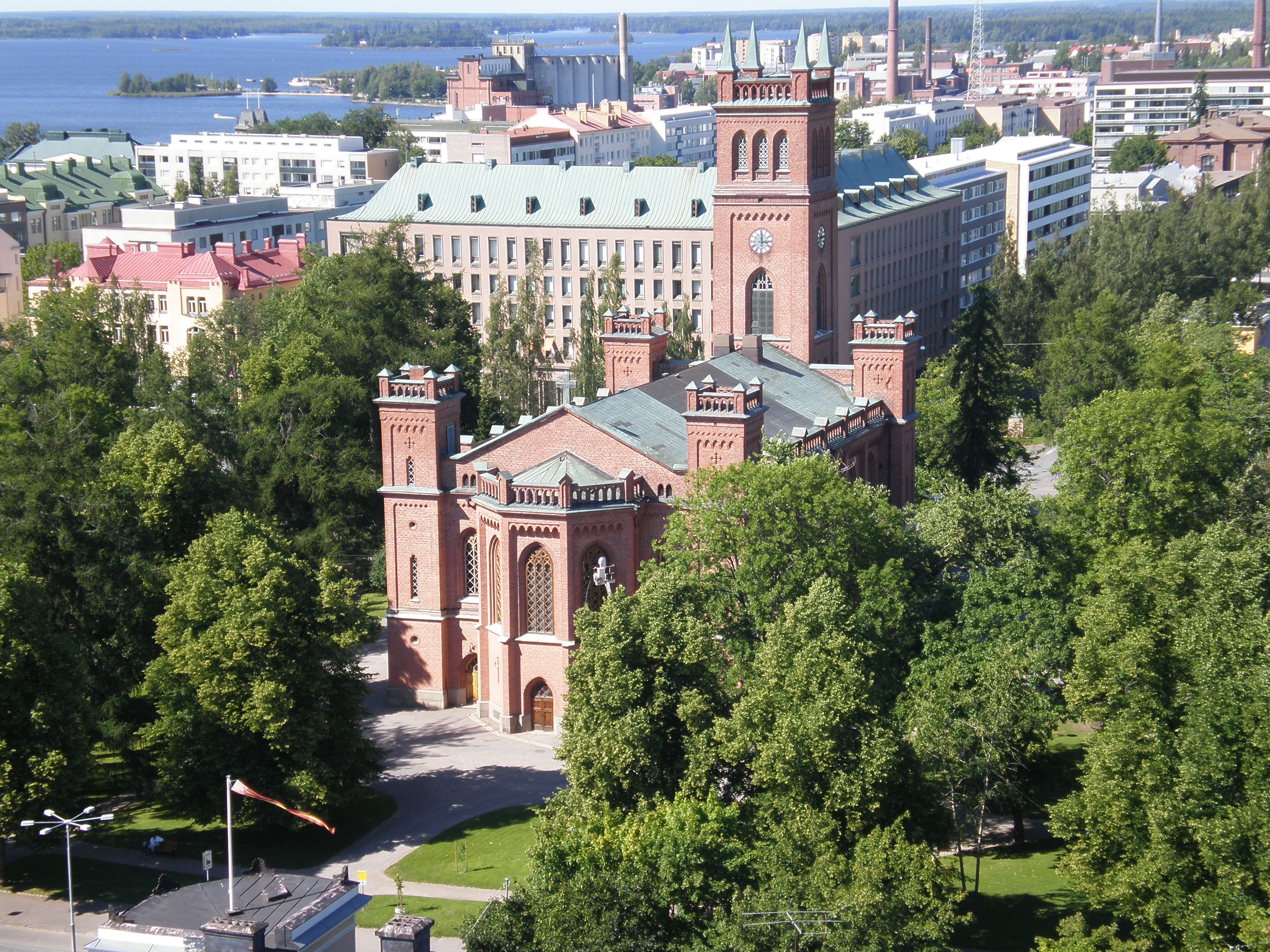
Lutherische Dreifaltigkeitskirche, Blick vom Wasserturm
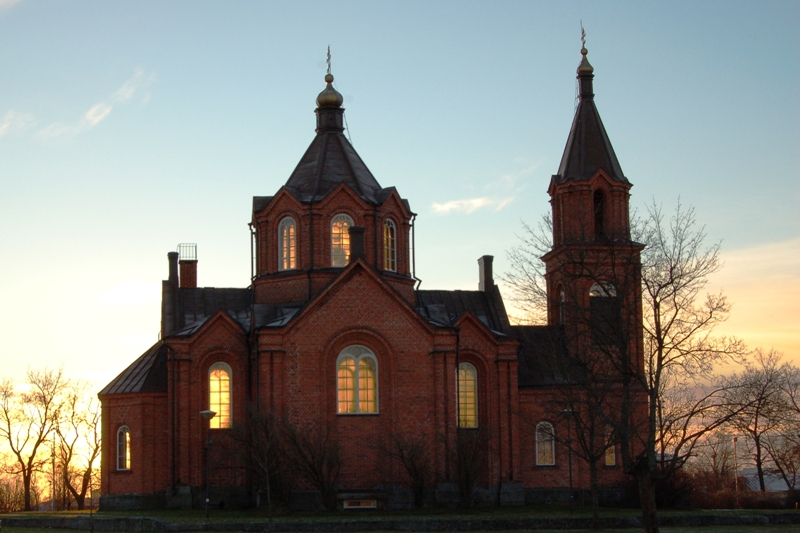
Orthodoxe Kirche
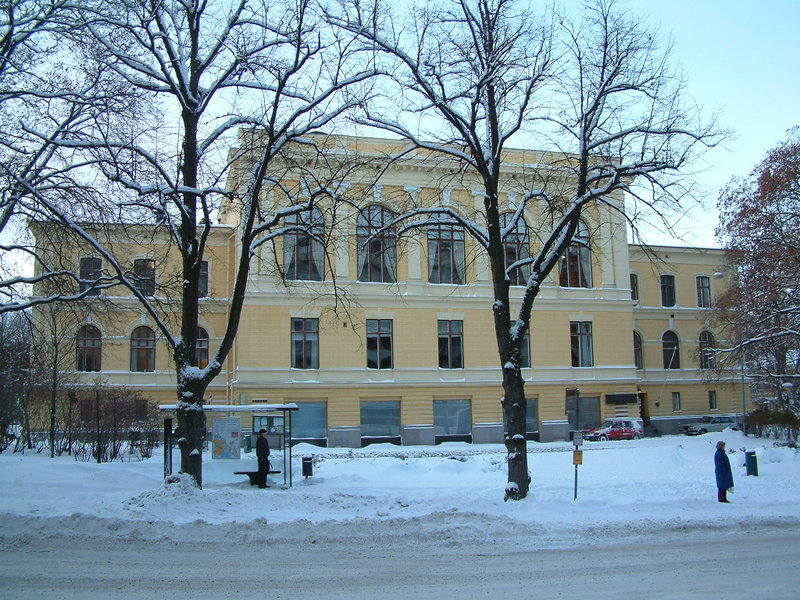
Rathaus
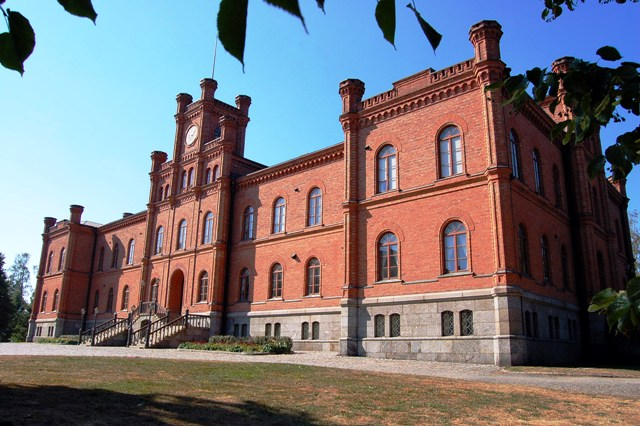
Appellationsgericht
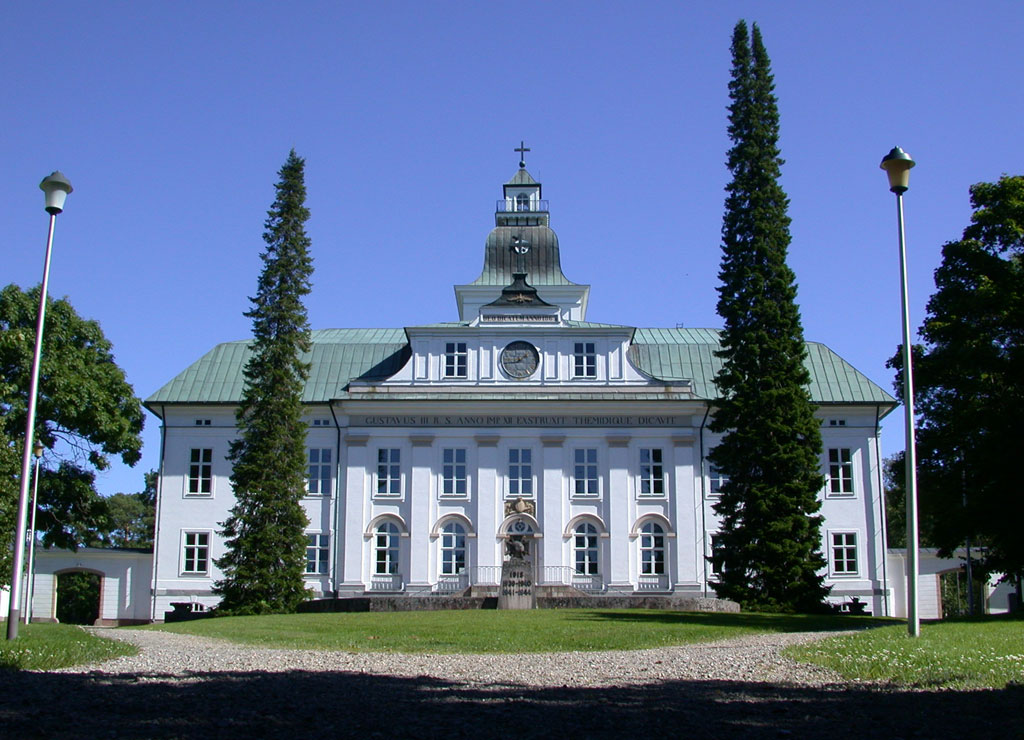
Ehem. Hofgericht in Alt-Vaasa (Korsholm), heute Kirche

## Bevölkerung
Entwicklung der Einwohnerzahl (Stand: jeweils der 31. Dezember):
- 1983 – 54.297
- 1987 – 53.737
- 1990 – 53.429
- 1997 – 56.277
- 2000 – 56.737
- 2002 – 56.925
- 2003 – 57.014
- 2004 – 57.030

## Städtepartnerschaften
Vaasa unterhält Städtepartnerschaften mit
- Malmö (Schweden), seit 1940
- Harstad (Norwegen), seit 1949
- Helsingør (Dänemark), seit 1949
- Umeå (Schweden), seit 1949
- Pärnu (Estland), seit 1956
- Schwerin (Deutschland), seit 1965
- Kiel (Deutschland), seit 1967
- Šumperk (Tschechien), seit 1984
- Morogoro (Tansania), seit 1988

## Söhne und Töchter der Stadt
- Fanny Churberg (1845–1892), Landschaftsmalerin
- Mathilda Wrede (1864–1928), Aristokratin und Wohltäterin
- Ester Ståhlberg (1870–1950), Schriftstellerin und Hochschullehrerin
- Kurt Stenberg (1888–1936), Turner
- Tyyne Järvi (1891–1929), Schwimmerin
- Jarl Hemmer (1893–1944), Dichter und Übersetzer
- Erik Palmén (1898–1985), Meteorologe und Geophysiker
- Aarne Reini (1906–1974), Ringer
- Aulikki Rautawaara (1906–1990), Sängerin
- Viljo Revell (1910–1964), Architekt
- Sulo Salmi (1914–1984), Turner
- Carita Nyström (1940–2019), Schriftstellerin und Feministin
- Sirkka Norrlund (1943–2022), Leichtathletin
- Risto Björlin (* 1944), Ringer
- Leif Segerstam (1944–2024), Komponist und Dirigent
- Gunilla Nyroos (* 1945), schwedischsprachige Schauspielerin
- Pekka Puska (* 1945), Gesundheitsexperte
- Stig Wetzell (* 1945), Eishockeytorwart, Nationalspieler
- Monica Aspelund (* 1946), Sängerin (Pop)
- Susanna Alakoski (* 1962), Sozialarbeiterin, Journalistin und Schriftstellerin
- Barbro Teir (* 1963), finnlandschwedische Journalistin und Verlegerin
- Juha Uusitalo (* 1964), Opernsänger
- Camilla Nylund (* 1968), Opernsängerin, Sopran
- Miapetra Kumpula-Natri (* 1972), Politikerin
- Kai Hahto (* 1973), Schlagzeuger und Schlagzeuglehrer
- Mikaela Ingberg (* 1974), Leichtathletin
- Jani Toivola (* 1977), Schauspieler und Politiker
- Heikki Kallio (* 1980), Schachgroßmeister
- Tuomas Nieminen (* 1981), Eisschnellläufer
- Håkan Nyblom (* 1981), dänischer Ringer
- Maija Saari (* 1986), Fußballspielerin
- Oskar Osala (* 1987), Eishockeyspieler
- Samu Torsti (* 1991), Skirennfahrer
- Kaisa Alanko (* 1993), Volleyballspielerin
- Camilla Richardsson (* 1993), Leichtathletin
- Ria Öling (* 1994), Fußballspielerin